# Aston Clinton
Aston Clinton – wieś w Anglii, w hrabstwie Buckinghamshire, w dystrykcie (unitary authority) Buckinghamshire. Leży 53 km na północny zachód od centrum Londynu. W 2001 miejscowość liczyła 3542 mieszkańców.